# Simon van Wattum

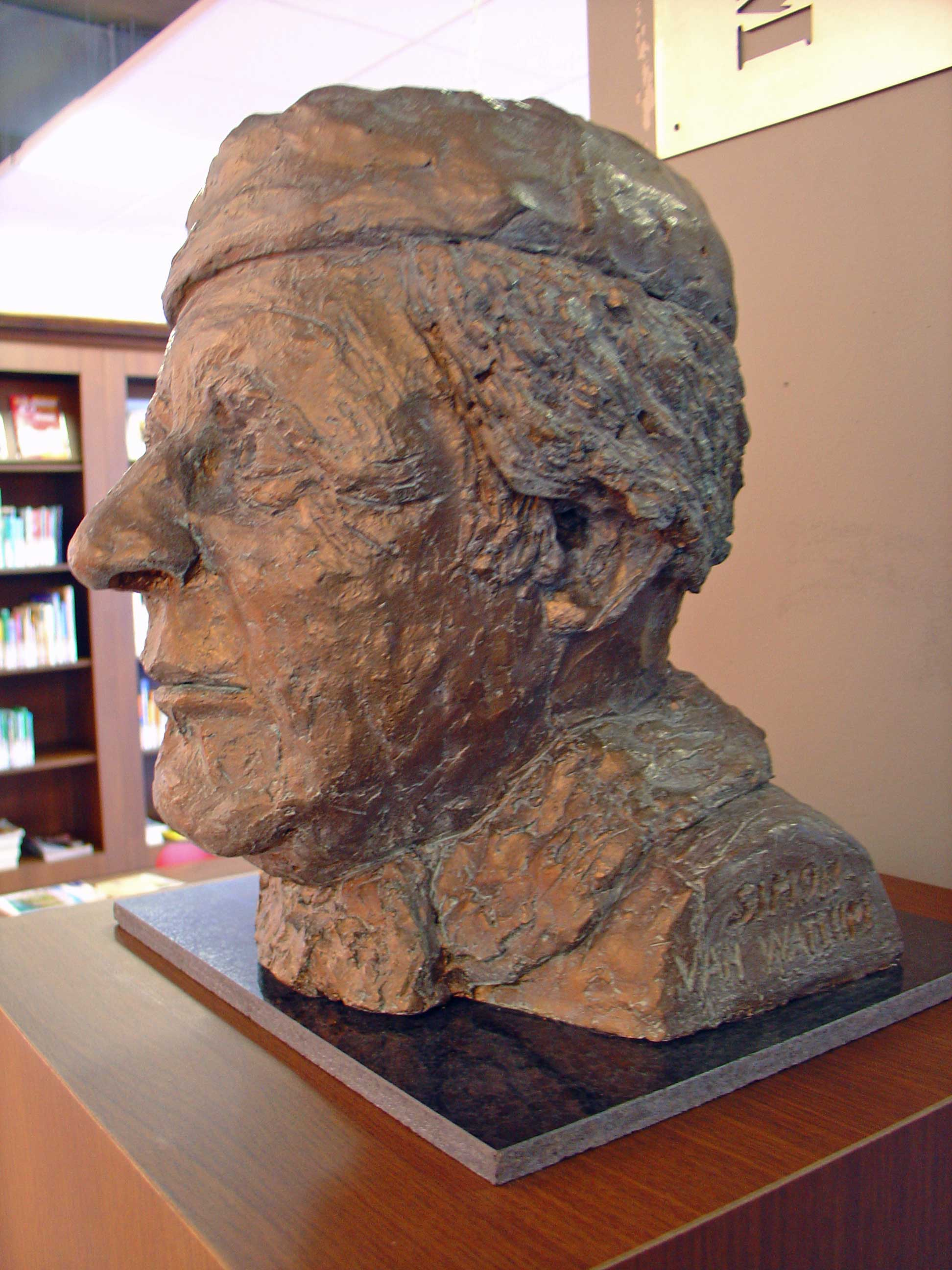
Simon van Wattum door Marten Grupstra in de openbare bibliotheek van Stadskanaal

Simon van Wattum (Stadskanaal, 11 december 1930 – Winschoten, 29 december 1995) was een Nederlands journalist en schrijver die zich sterk maakte voor het Gronings.
Als geboren 'Knoalster' (Stadskanaal) werd hij journalist-columnist bij de Winschoter Courant  waar hij van 1967 tot 1972 het hoofdredacteurschap bekleedde. Daarna ging hij over naar het Nieuwsblad van het Noorden waar hij tussen 1973 en 1990 onder andere naam maakte met de rubriek "Bericht uit 't Oostereind". Hij schreef zowel in het Gronings als in het Nederlands. 
Zijn teksten werden onder meer gebruikt door de Groninger folkgroep Törf.

## Prijzen
Simon van Wattum ontving diverse prijzen voor zijn literaire werk:
- De Hendrik de Vriesprijs van de stad Groningen (1964)
- De Provinciale Culturele Prijs van de provincie Groningen  (1975)
- De Literaire pries van de Stichting 't Grunneger Bouk (1981)